# Xã Richland, Quận Brown, Nam Dakota
Xã Richland (tiếng Anh: Richland Township) là một xã thuộc quận Brown, tiểu bang Nam Dakota, Hoa Kỳ. Năm 2010, dân số của xã này là 77 người.